# Thyenula juvenca
Thyenula juvenca är en spindelart som beskrevs av Simon 1902. Thyenula juvenca ingår i släktet Thyenula och familjen hoppspindlar. Inga underarter finns listade i Catalogue of Life.